# Hipposideros lekaguli
Hipposideros lekaguli (Thonglongya & Hill, 1974) è un pipistrello della famiglia degli Ipposideridi diffuso nell'Ecozona orientale.

## Descrizione

### Dimensioni
Pipistrello di medie dimensioni, con la lunghezza della testa e del corpo tra 66 e 79 mm, la lunghezza dell'avambraccio tra 64 e 79 mm, la lunghezza della coda tra 40 e 54 mm, la lunghezza del piede di 12 mm, la lunghezza delle orecchie tra 26 e 33 mm e un peso fino a 21 g.

### Aspetto
Le parti dorsali variano dal grigiastro chiaro al bianco-brunastro con la groppa più brunastra, mentre le parti ventrali sono bianco-crema sporco. Le orecchie sono grandi, larghe e triangolari, con una frangia di peli sul margine interno. La foglia nasale presenta una porzione anteriore grande, che copre completamente il muso e con tre fogliette laterali supplementari, un setto nasale bulboso, una porzione intermedia rigonfia, ispessita e con una protuberanza centrale grande e triangolare, una porzione posteriore sorretta posteriormente da due setti e con tre grossi lobi, dei quali quelli più esterni grandi ed allungati. La coda è lunga e si estende leggermente oltre l'ampio uropatagio.

## Biologia

### Comportamento
Si rifugia probabilmente all'interno di grotte calcaree.

### Alimentazione
Si nutre di insetti.

### Riproduzione
Femmine gravide sono state catturate in Thailandia nel mese di marzo.

## Distribuzione e habitat
Questa specie è diffusa nella Thailandia meridionale e peninsulare, nella parte settentrionale della Penisola malese e nelle isole filippine di Luzon e Mindoro.
Vive nelle foreste secondarie, in zone agricole e piantagioni di caffè e canna da zucchero fino a 400 metri di altitudine.

## Conservazione
La IUCN Red List, considerato il declino della popolazione stimato in non più del 30% negli ultimi 10 anni a causa della distruzione e degrado del proprio habitat, classifica H.lekaguli come specie prossima alla minaccia di estinzione (Near Threatened).